# Валь-де-Лівр
Валь-де-Лівр (фр. Val de Livre) — муніципалітет у Франції, у регіоні Гранд-Ест, департамент Марна. Валь-де-Лівр утворено 1 січня 2016 року шляхом злиття муніципалітетів Лувуа i Токсьєр-Мютрі. Адміністративним центром муніципалітету є Токсьєр-Мютрі. Населення — 598 осіб (01.01.2021).